# Каналс
Каналс, Канальс (валенс. Canals, ісп. Canals) — муніципалітет в Іспанії, у складі автономної спільноти Валенсія, у провінції Валенсія. Населення — 14 079 осіб (2010).

## Географія
Муніципалітет розташований на відстані близько 310 км на південний схід від Мадрида, 60 км на південь від Валенсії.
На території муніципалітету розташовані такі населені пункти: (дані про населення за 2010 рік)
- Аякор: 1574 особи
- Каналс: 12325 осіб
- Торре-Серда: 180 осіб

## Демографія
Динаміка населення (INE ):